# Quintanilla de Babia
Quintanilla de Babia (Quintanieḷḷa en patsuezu) es una localidad española perteneciente al municipio de Cabrillanes, en la provincia de León, comunidad autónoma de Castilla y León.

## Geografía

### Ubicación
| Noroeste: Piedrafita de Babia  | Norte: Las Murias | Noreste: Cabrillanes         |
| Oeste: Villaseca de Laciana    |                   | Este: Peñalba de Cilleros    |
| Suroeste El Villar de Santiago | Sur: Los Bayos    | Sureste: Peñalba de Cilleros |

## Demografía
Evolución de la población
| Gráfica de evolución demográfica de Quintanilla de Babia entre 2000 y 2017 |
|                                                                            |
| Población de derecho (2000-2017) según el padrón municipal del INE         |